# Sopa

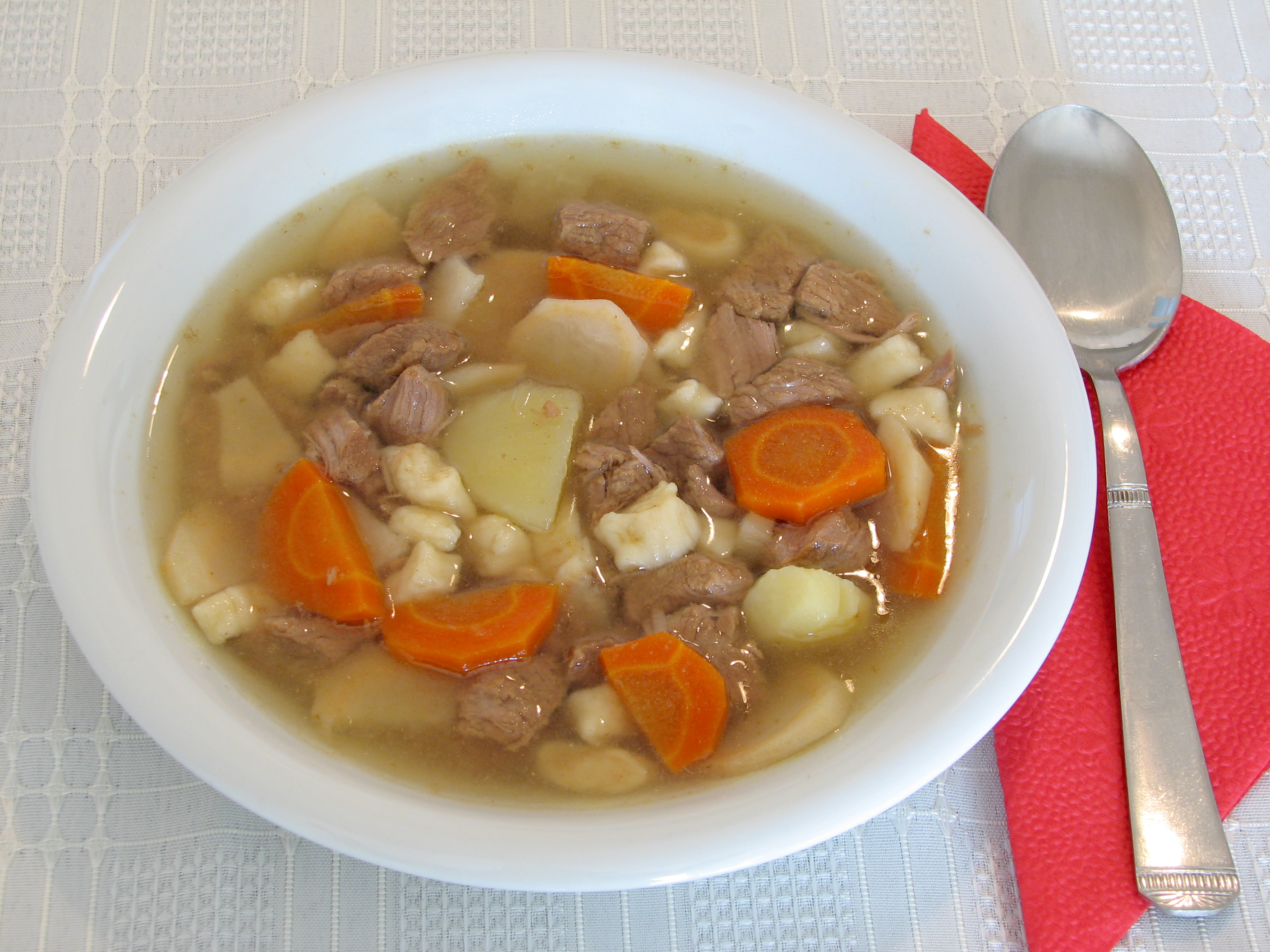
Sopa goulash, típica de Hungría.

La sopa (del latín vulgar "suppa") [cita requerida] es una preparación culinaria que consiste en un caldo alimenticio y uno o más ingredientes sólidos (vegetales o productos cárnicos) cocidos en él. Una de sus características principales es que se ingiere con cuchara. Si se clarifica, será un consomé. La sopa suele proceder de la preparación culinaria con evaporación, como es el cocido, o mediante retención de vapores, tal es el caso del estofado. Tradicionalmente, se puede espesar añadiendo al final de la cocción pan o cereales, como el arroz, fideos, frijoles o pasta menuda. Si no tiene caldo, no se considera sopa.
Se suele servir generalmente al inicio de cada comida. La primera clasificación suele hacerse en función de la temperatura de servir, es decir, en sopas frías o sopas calientes.
En la cocina tradicional francesa, las sopas se clasifican en dos grupos principales: sopas claras y sopas espesas. Las clasificaciones establecidas en francés de las sopas claras son bouillon y consommé. Las sopas espesas se clasifican según el tipo de espesante utilizado: Los purés son sopas de verduras espesadas con almidón; los bisquets se elaboran con puré de marisco o verduras espesado con crema de leche; las sopas de nata pueden espesarse con salsa bechamel; y los veloutés se espesan con huevos, mantequilla y nata. Otros ingredientes utilizados habitualmente para espesar sopas y caldos son el arroz, las lentejas, la harina y los cereales; muchas sopas populares también incluyen calabaza, zanahorias, patatas, manitas de cerdo y nidos de pájaros.

## Historia
Las primeras evidencias de la sopa en la práctica culinaria humana se remontan al período Paleolítico Superior, cuando las rocas alteradas térmicamente se convirtieron en algo común en el registro arqueológico. Pequeños pozos de ebullición están presentes en el sitio Gravetiense Pavlov VI. Los guijarros se calentaban en el hogar y luego se introducían en el agua para que hirviera. Sin embargo, la antigüedad de la sopa es muy discutida. Basándose en pruebas etnográficas, algunos arqueólogos conjeturan que los primeros humanos empleaban pieles y cestas herméticas para hervir el agua.
Es muy posible que en las primeras preparaciones culinarias humanas fueran echados en agua con ingredientes culinarios molidos: algo similar a gachas o migas. Las sopas de pan fueron muy probablemente un alimento básico de las diversas culturas culinarias mediterráneas y europeas en general.
La palabra sopa —al igual que sus cognados sop, soup en inglés, soupe en francés, zuppa en italiano— procede del germánico occidental supp (en alemán antiguo soffa, en anglosajón sopp), que se refería a una rebanada de pan cortada en trozos sobre la que se vertía un caldo. Fue posteriormente latinizada en suppa, en torno a los años 500 d. C., conservando su sentido original. A lo largo de la Edad Media, pasó a definir a la vez los trozos de pan que se cortaban para remojar en un caldo, y el mismo caldo o líquido que se espesaba con pan.

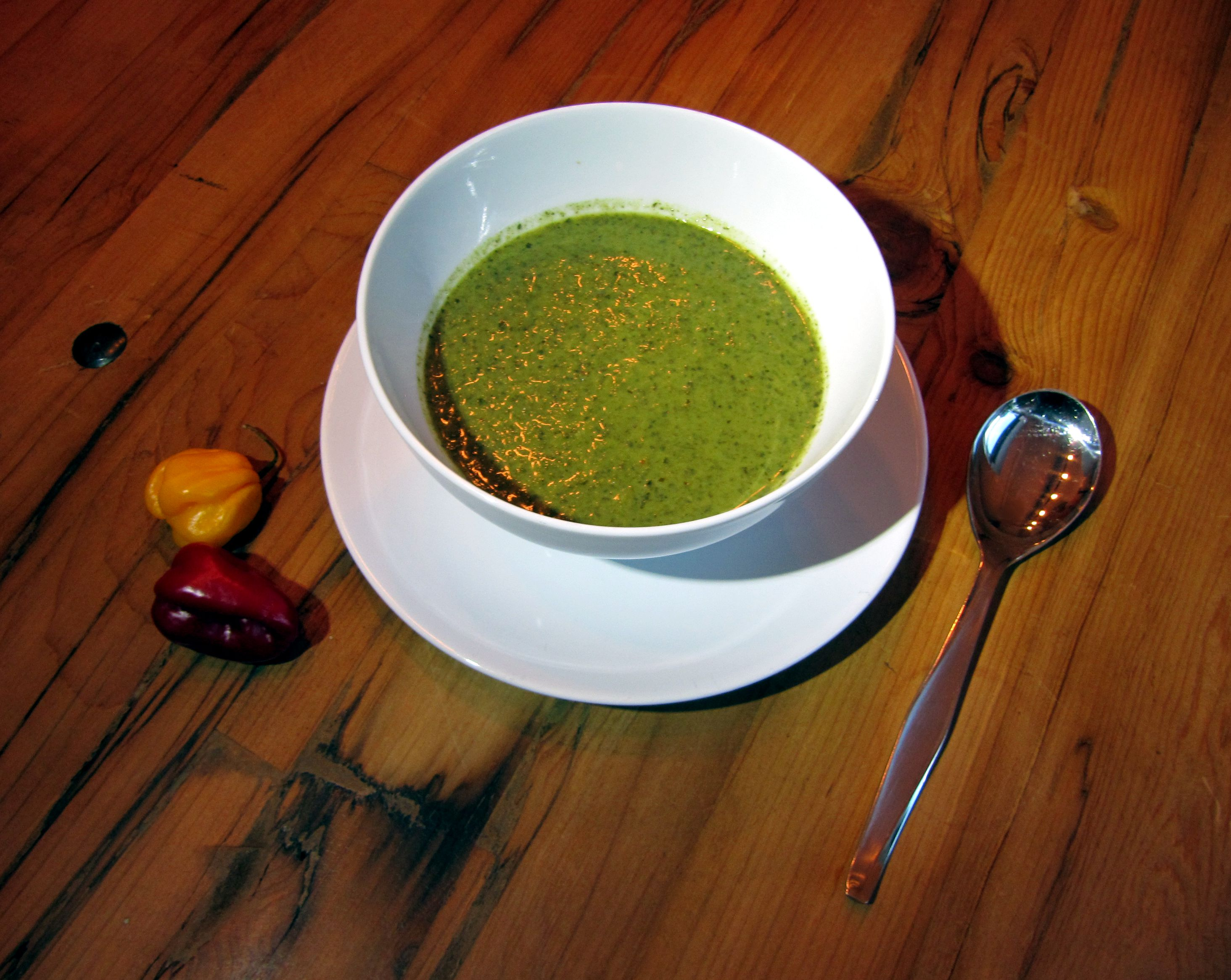
Callaloo, una sopa típica de Trinidad.

## Características

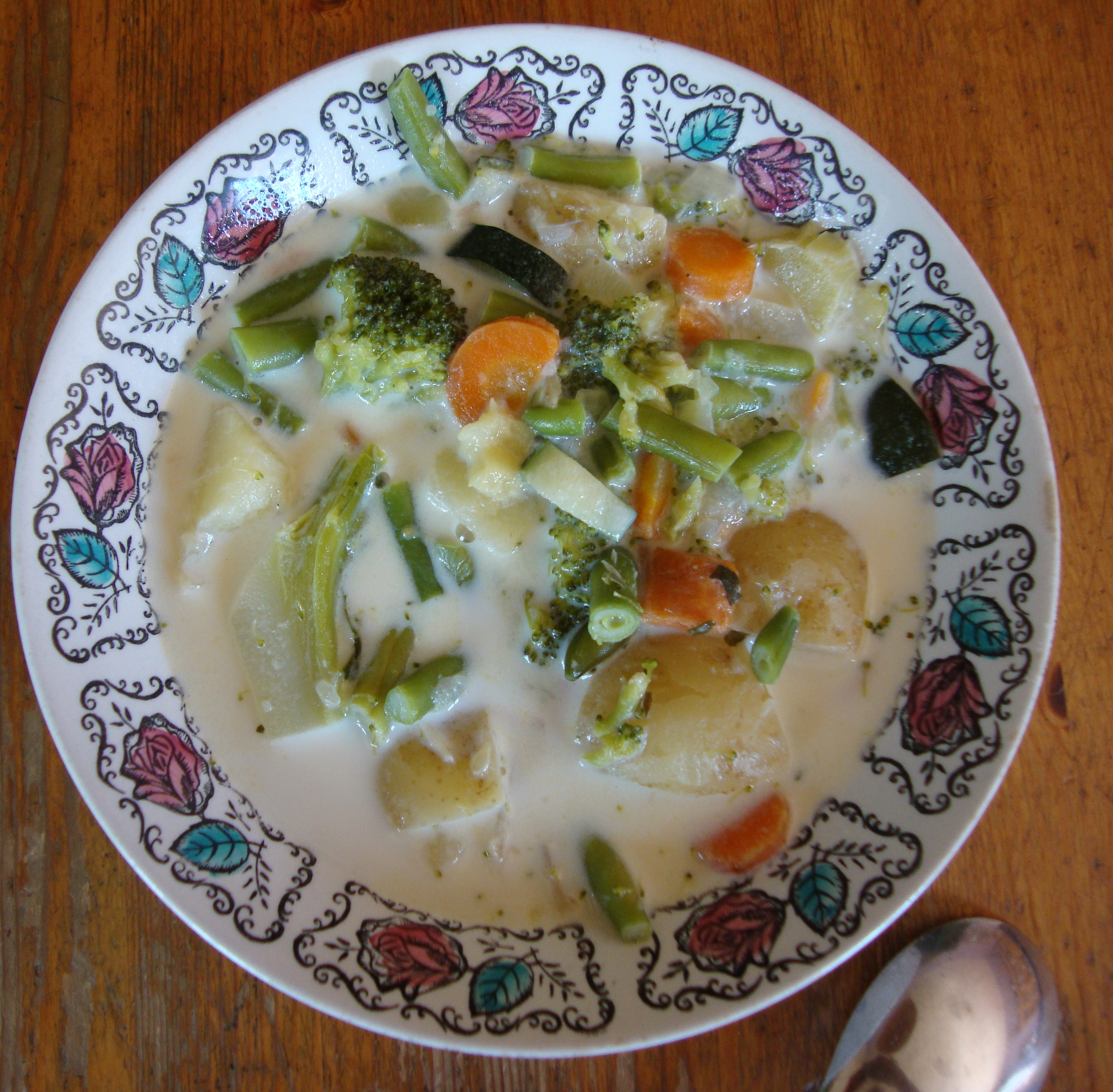
Un plato de kesäkeitto, una sopa de verduras finlandesa.

Las sopas toman su nombre de los ingredientes empleados, con propiedades nutricionales y saporíferas características: sopa de pescado, sopa juliana, sopa de espárragos, sopa de arracacha, etcétera. Suelen incorporar productos locales que están al alcance de la mayoría, como en el caldo del sancocho, de diversas gastronomías como la de República Dominicana o Andalucía (España), que se prepara con carnes, plátanos, patatas, vegetales y ajos, pero sin fideos.

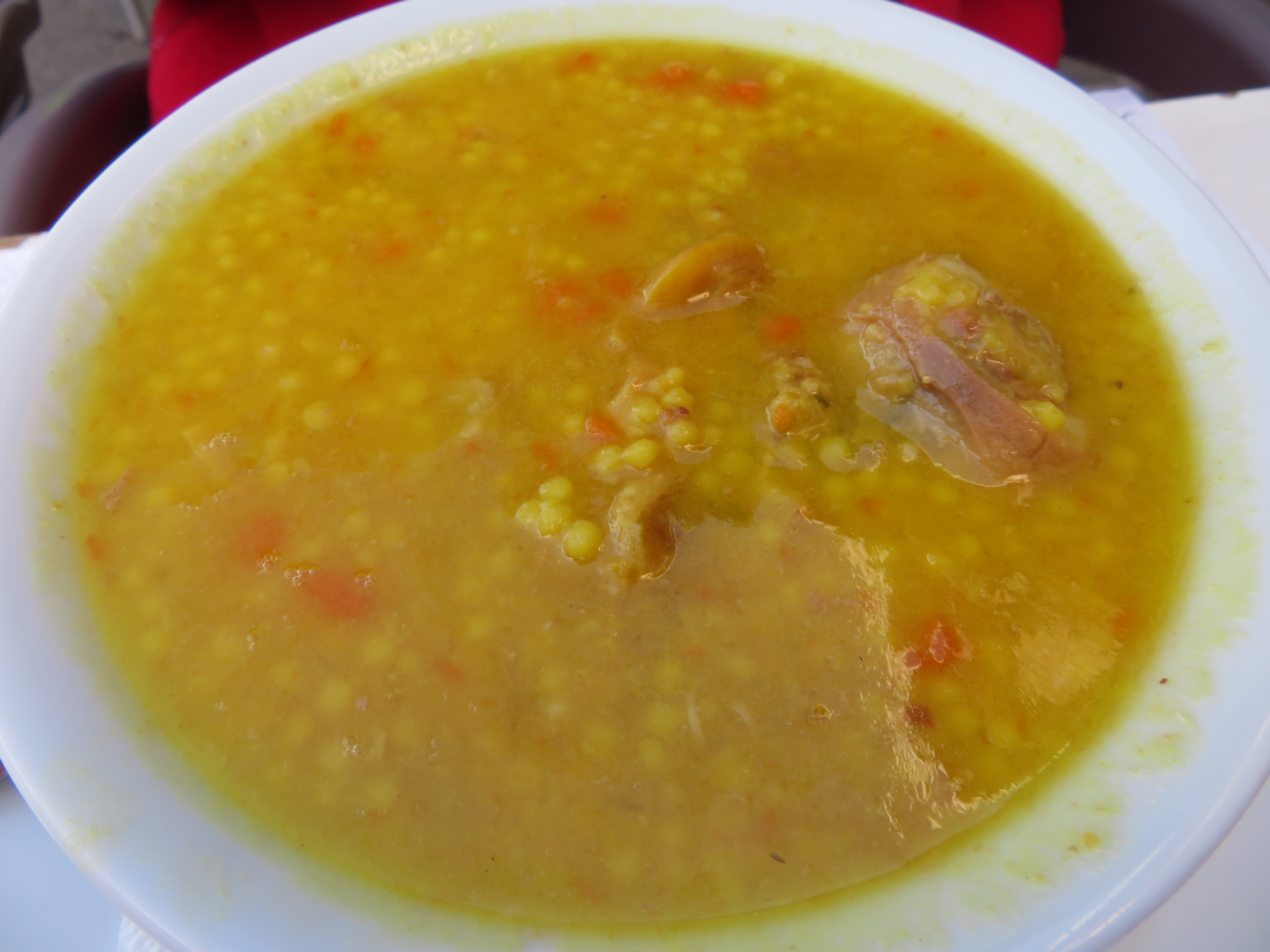
Sopa morellana (Castellón).

Aunque los ingredientes vegetales se cuecen a menudo en agua, cualquier alimento propenso a ser cocido para crear un caldo puede ser empleado para la sopa, como el pollo, el cerdo, la vaca o buey (Sopa de rabo de buey), el marisco, el pescado, el jamón y los huesos de vacuno. Los condimentos empleados con frecuencia son la sal, la pimienta, el pimentón (o paprika), el perejil y toda clase de especias.
Algunas sopas pueden tener como ingrediente común el pan, que se añade en el momento del consumo, generalmente preparado en rebanadas de no demasiado grosor. Es el caso de la sopa de cebolla francesa y de la sopa de ajo española.

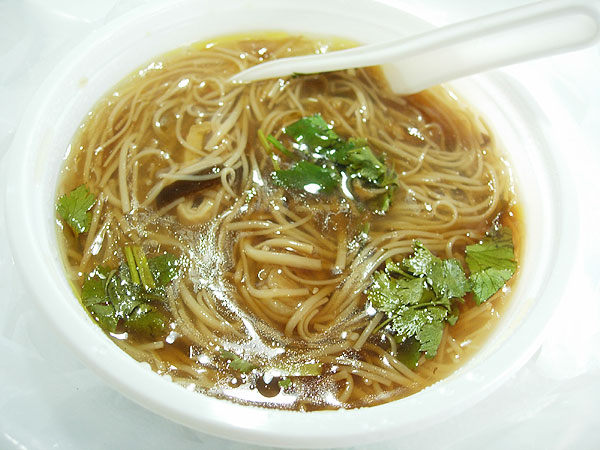
Vermicelli de ostras, una típica sopa de fideos de Taiwán.

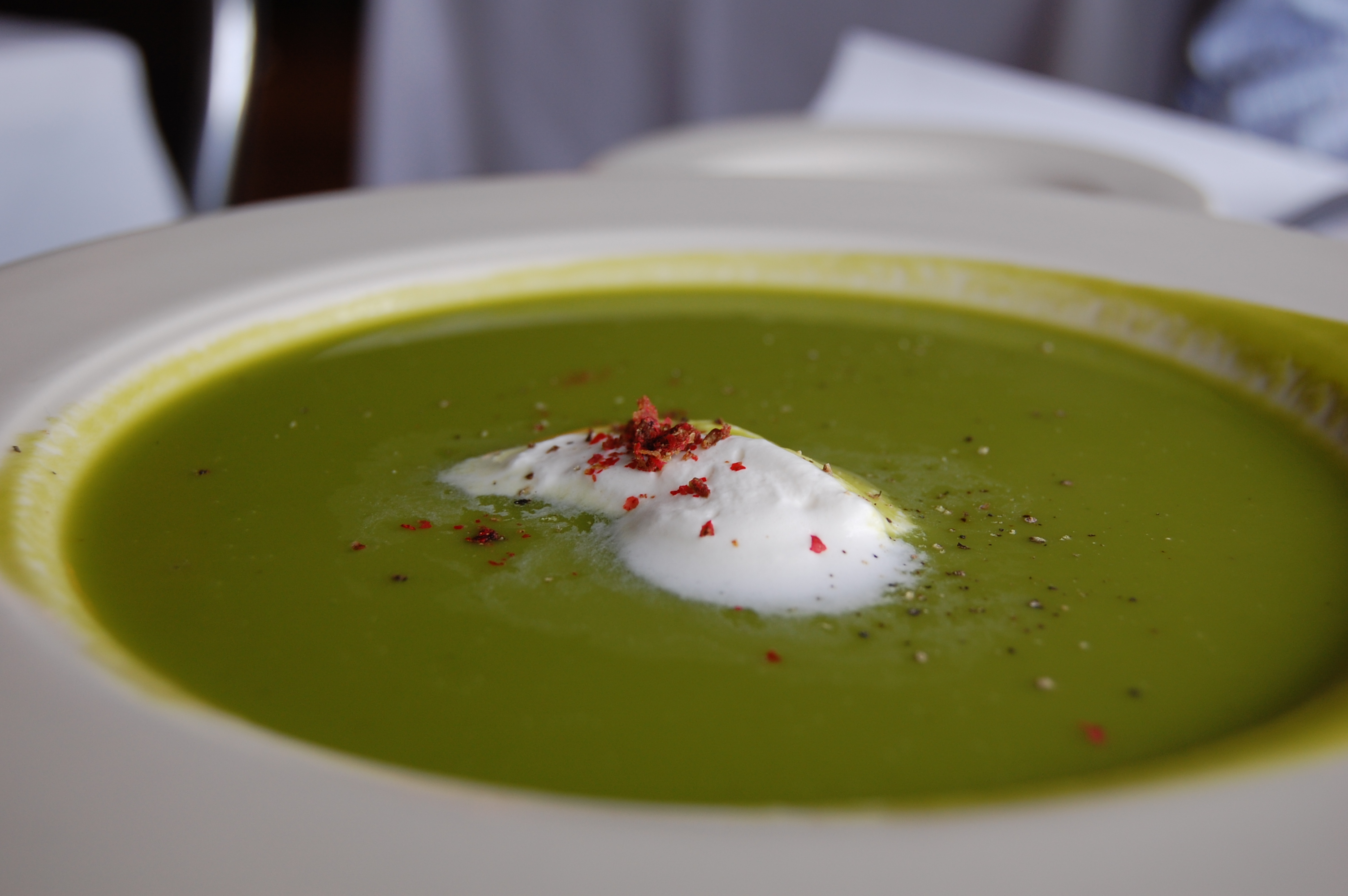
Crema fría de espárragos, servida con nata fresca, pimienta negra y pimentón.

Existen otros ingredientes igualmente indicados para espesar este tipo de plato, como los fideos, las «estrellitas» o las «letras», todos ellos hechos con pasta de harina y a veces huevo, y el arroz. Las cocinas del Sureste Asiático y las cocinas asiáticas incluyen una gran variedad de sopas de fideos con diferentes tipos de caldos de pescado, mariscos y carnes, así como diversos tipos de fideos según los países, siendo estos un elemento diferenciador de la cocina de occidente frente a la cocina de oriente.
En algunas sopas, se añade huevo duro picado al final de la cocción, como en la sopa de picadillo andaluza. Se puede también añadir el huevo en crudo a media cocción a fin de que se cueza escalfado en el caldo, como en la sopa de ajo.

## Productos comerciales

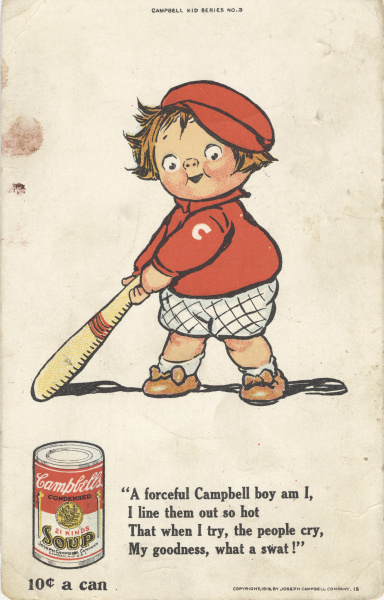
Un anuncio de la sopa enlatada Campbell, c. 1913

La sopa comercial se popularizó con la invención de las conservas en el siglo XIX, y hoy en día existe una gran variedad de sopas enlatadas y deshidratadas en el mercado.

### Conservas
La conserva de sopa puede ser condensada, en cuyo caso se prepara añadiendo agua (o a veces leche) o puede ser "lista para comer", lo que significa que no se necesita ningún líquido adicional antes de comerla. Sopa condensada (inventada en 1897 por John T. Dorrance, químico de la Campbell Soup Company) permite envasar la sopa en una lata más pequeña y venderla a un precio más bajo que otras sopas enlatadas. La sopa suele doblar su volumen añadiendo una "lata llena" de agua o leche, aproximadamente 300 ml. La variante "lista para comer" puede prepararse simplemente calentando el contenido de la lata en un hornillo de cocina o en un horno microondas, en lugar de cocinar nada. Estas sopas pueden utilizarse como base para sopas caseras, a las que el consumidor puede añadir desde unas pocas verduras hasta huevos, carne, nata o pasta.
Desde la década de 1990, el mercado de las sopas enlatadas ha florecido, con sopas no condensadas comercializadas como "listas para comer", por lo que no requieren líquido adicional para su preparación.[cita requerida] Los cuencos aptos para microondas han ampliado aún más el mercado de las sopas enlatadas "listas para comer", ofreciendo comodidad (especialmente en los lugares de trabajo) y convirtiéndose en artículos populares para el almuerzo. En respuesta a la preocupación por los efectos negativos para la salud de excesivo sal, algunos fabricantes de sopas han introducido versiones reducidas en sal de sopas populares.
En la actualidad, la sopa de tomate Campbell (introducida en 1897), la sopa crema de hongos, y la sopa de fideos con pollo (introducida en 1934) son tres de las sopas más populares en Estados Unidos. Los estadounidenses consumen aproximadamente 2.500 millones de tazones de estas tres sopas cada año. Otras marcas populares de sopa son Progresso.

### Sopas secas  o instantáneas

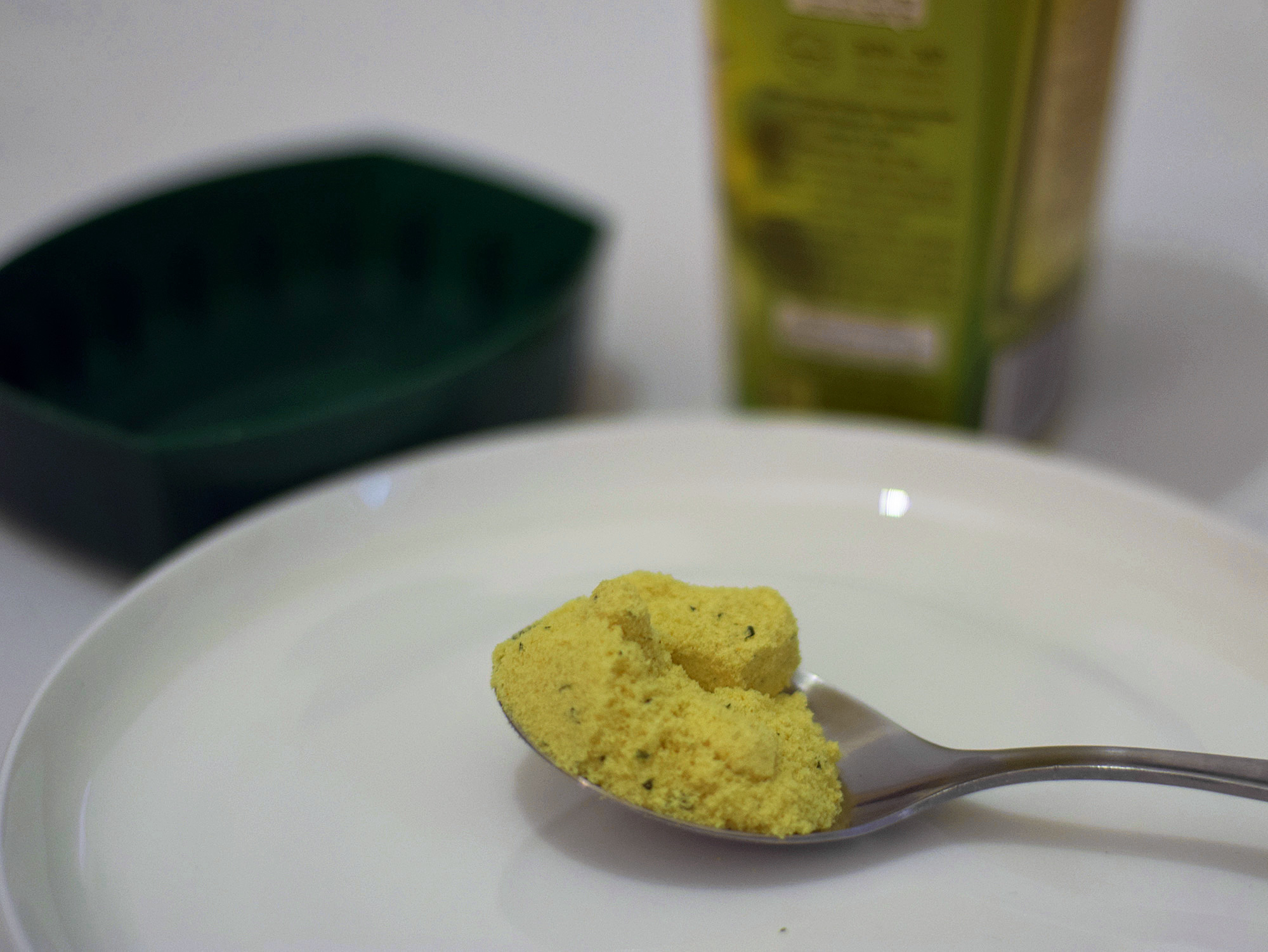
Sopa instantánea en polvo

Las mezclas de sopa seca son vendidas por muchos fabricantes, y se reconstituyen con agua caliente; luego se pueden añadir otros ingredientes frescos.
Las primeras sopas deshidratadas fueron los cubitos de caldo; el extracto de carne anterior no requería refrigeración, pero era un líquido viscoso.
Las sopas de fideos instantáneos al estilo de Asia oriental incluyen ramen y condimentos, y se comercializan como una comida instantánea cómoda y barata, que sólo requiere agua caliente para su preparación. Mientras que los norteamericanos suelen tener sólo un paquete de polvo, los fideos instantáneos que se venden en Asia oriental suelen incluir también un paquete de verduras secas.
Las sopas secas de estilo occidental incluyen sabores de verduras, pollo, patatas, pasta y queso.

## Clasificación de las sopas

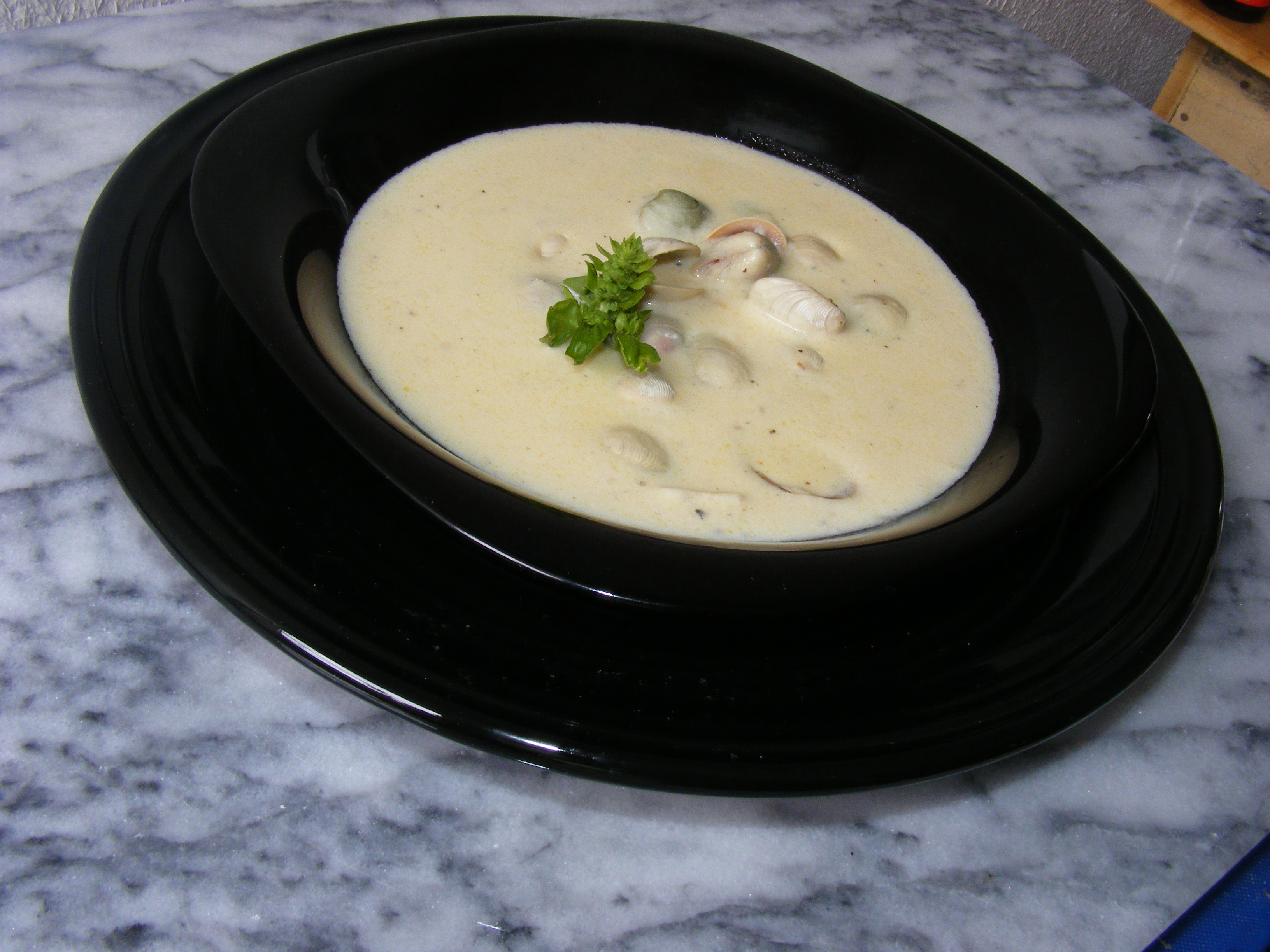
Crema de almejas, su condición es presentación con temperatura media.

### Según su densidad
Las sopas se suelen clasificar tradicionalmente en dos grandes bloques, según su densidad:
- Sopas claras o livianas: son las más líquidas, ya que no contienen agentes espesantes. El fondo o caldo determina el sabor. En esta categoría entran los consomés y caldos.[14]
- Sopas ligadas o espesas: una vez cocidos, se trituran los ingredientes, generalmente vegetales, y comúnmente se ligan con nata o con un roux. Tienen una apariencia opaca, consistencia cremosa y espesa. En esta categoría entran las cremas de verduras, los purés, los bisques o los chowders.[14] En las sopas llamadas veloutés, se parte de un roux que se diluye con un caldo o un fumet, y se puede añadir yema de huevo.[15] También son llamadas sopas de crema o simplemente cremas, de un modo especial si en su composición llevan leche, crema de leche o salsa bechamel.
- Sopas fuertes: una tercera categoría que englobaría los cocidos y potajes, incluye sopas calientes con cuerpo, en las que directamente se cuecen los ingredientes que no se trituran. Unas preparaciones muy similares la constituyen la cazuela chilena y el sancocho de los países caribeños (Panamá, Colombia, Venezuela, República Dominicana, Puerto Rico).

### Según su temperatura
Se pueden también distinguir las sopas por la temperatura a la que se sirven, distinguiéndose entre sopas calientes y frías, servidas por debajo de la temperatura ambiente.

#### Ejemplos de sopas frías
Suelen refrescar el cuerpo por su baja temperatura, por lo que suelen consumirse en verano.
- Ucrania: borsch (variante fría)
- España: gazpacho/ajoblanco
- España: salmorejo
- Rusia: okroshka
- Bulgaria: tarator
- Francia: vichyssoise

### Sopas instantáneas
El invento se debe al químico orgánico Justus von Liebig, en los años 1850. Entre 1872 y 1873, el alemán Carl Heinrich Knorr y el suizo Julius Maggi perfeccionaron y comercializaron las sopas deshidratadas (sopas instantáneas), normalmente obtenidas por liofilización, de las que existe una gran variedad. Estas marcas de sopas tienen fábricas en los países donde se distribuyen, lo que permite que cada país tenga su propia gama de sopas y reproduzca sus recetas más típicas.
Son igualmente conocidas las sopas enlatadas. Pueden ser concentradas, requiriendo ser diluidas en agua, o listas para recalentar. Las primeras fueron comercializadas en Estados Unidos por Joseph A. Campbell en 1899, gracias a un procedimiento inventado por su sobrino, el químico John T. Dorrance. Los estadounidenses consumen aproximadamente 2 500 000 000 (dos mil quinientos millones) de sopas enlatadas al año,[cita requerida] siendo las más consumidas las de tomate, crema de champiñones, pollo con fideos y minestrone.